# 1998년 4월
| 1998년: 1월 · 2월 · 3월 · 4월 · 5월 · 6월 · 7월 · 8월 · 9월 · 10월 · 11월 · 12월 |

| <           | 1998년 4월 | 1998년 4월 | 1998년 4월 | 1998년 4월 | 1998년 4월 | >          |
| 일          | 월         | 화         | 수         | 목         | 금         | 토         |
|             |            |            | 1 3.5 무인 | 2 6 기묘   | 3 7 경진   | 4 8 신사   |
| 5 9 임오    | 6 10 계미  | 7 11 갑신  | 8 12 을유  | 9 13 병술  | 10 14 정해 | 11 15 무자 |
| 12 16 기축  | 13 17 경인 | 14 18 신묘 | 15 19 임진 | 16 20 계사 | 17 21 갑오 | 18 22 을미 |
| 19 23 병신  | 20 24 정유 | 21 25 무술 | 22 26 기해 | 23 27 경자 | 24 28 신축 | 25 29 임인 |
| 26 4.1 계묘 | 27 2 갑진  | 28 3 을사  | 29 4 병오  | 30 5 정미  |            |            |

| 편집하기 |